# Стрільба на літніх Олімпійських іграх 1988
Змагання зі стрільби на літніх Олімпійських іграх 1988 відбулися в Сеулі Південна Корея. Розіграно 13 комплектів нагород (7 серед чоловіків, 4 серед жінок і 2 відкриті, серед обох статей).

## Медальний залік

### Таблиця медалей
| Місце                | Країна                | Золото | Срібло | Бронза | Загалом |
| -------------------- | --------------------- | ------ | ------ | ------ | ------- |
| 1                    | СРСР (URS)            | 4      | 1      | 6      | 11      |
| 2                    | Югославія (YUG)       | 2      | 0      | 1      | 3       |
| 3                    | ФРН (FRG)             | 1      | 1      | 1      | 3       |
| 4                    | Болгарія (BUL)        | 1      | 1      | 0      | 2       |
| 4                    | Велика Британія (GBR) | 1      | 1      | 0      | 2       |
| 4                    | НДР (GDR)             | 1      | 1      | 0      | 2       |
| 4                    | Чехословаччина (TCH)  | 1      | 1      | 0      | 2       |
| 8                    | Норвегія (NOR)        | 1      | 0      | 0      | 1       |
| 8                    | Румунія (ROU)         | 1      | 0      | 0      | 1       |
| 10                   | Китай (CHN)           | 0      | 1      | 1      | 2       |
| 11                   | Південна Корея (KOR)  | 0      | 1      | 0      | 1       |
| 11                   | США (USA)             | 0      | 1      | 0      | 1       |
| 11                   | Франція (FRA)         | 0      | 1      | 0      | 1       |
| 11                   | Чилі (CHI)            | 0      | 1      | 0      | 1       |
| 11                   | Швеція (SWE)          | 0      | 1      | 0      | 1       |
| 11                   | Японія (JPN)          | 0      | 1      | 0      | 1       |
| 17                   | Угорщина (HUN)        | 0      | 0      | 2      | 2       |
| 18                   | Іспанія (ESP)         | 0      | 0      | 1      | 1       |
| 18                   | Бельгія (BEL)         | 0      | 0      | 1      | 1       |
| Загалом (19 збірних) | Загалом (19 збірних)  | 13     | 13     | 13     | 39      |

### Чоловіки
| Дисципліни                            | Золото                            | Срібло                          | Бронза                             |
| ------------------------------------- | --------------------------------- | ------------------------------- | ---------------------------------- |
| Гвинтівка з трьох положень, 50 метрів | Малькольм Купер · Велика Британія | Алістер Аллан · Велика Британія | Кирило Іванов · СРСР               |
| Гвинтівка лежачи, 50 метрів           | Мірослав Варґа · Чехословаччина   | Чха Йон Чхоль · Південна Корея  | Аттіла Захоньї · Угорщина          |
| Пневматична гвинтівка, 10 метрів      | Горан Максимович · Югославія      | Ніколя Бертло · Франція         | Йоганн Рідерер · Західна Німеччина |
| Пістолет, 50 метрів                   | Сорін Бабій · Румунія             | Рагнар Сканокер · Швеція        | Ігор Басинський · СРСР             |
| Швидкісний пістолет, 25 метрів        | Афанасійс Кузьмінс · СРСР         | Ральф Шуманн · НДР              | Золтан Ковач · Угорщина            |
| Пневматичний пістолет, 10 метрів      | Таню Киряков · Болгарія           | Еріх Булджанґ · США             | Сюй Хайфен · Китай                 |
| Рухома мішень, 50 метрів              | Тор Геєстад · Норвегія            | Хуан Шипін · Китай              | Геннадій Авраменко · СРСР          |

### Жінки
| Дисципліни                            | Золото                              | Срібло                              | Бронза                     |
| ------------------------------------- | ----------------------------------- | ----------------------------------- | -------------------------- |
| Гвинтівка з трьох положень, 50 метрів | Сільвія Шпербер · Західна Німеччина | Весела Лечева · Болгарія            | Валентина Черкасова · СРСР |
| Пневматична гвинтівка, 10 метрів      | Ірина Шилова · СРСР                 | Сільвія Шпербер · Західна Німеччина | Ганна Малухіна · СРСР      |
| Пістолет, 25 метрів                   | Ніно Салуквадзе · СРСР              | Томоко Хасеґава · Японія            | Ясна Шекарич · Югославія   |
| Пневматичний пістолет, 10 метрів      | Ясна Шекарич · Югославія            | Ніно Салуквадзе · СРСР              | Марина Добранчева · СРСР   |

### Змішані дисципліни
| Дисципліни | Золото                | Срібло                              | Бронза                    |
| ---------- | --------------------- | ----------------------------------- | ------------------------- |
| Трап       | Дмитро Монаков · СРСР | Мілослав Беднаржик · Чехословаччина | Франс Петерс · Бельгія    |
| Скит       | Аксель Веґнер · НДР   | Альфонсо де Іруаррісага · Чилі      | Хорхе Гвардіола · Іспанія |

## Країни-учасниці
Змагалися 396 стрільців (285 чоловіків і 111 жінок) з 66-ти країн:
| - Аргентина (3) - Австралія (12) - Австрія (11) - Бельгія (6) - Бразилія (4) - Болгарія (6) - Канада (13) - Чилі (1) - Китай (20) - Китайський Тайбей (3) - Колумбія (3) - Коста-Рика (1) - Кіпр (1) - Чехословаччина (14) - Данія (6) - НДР (15) - Еквадор (2) |  | - Єгипет (2) - Фінляндія (9) - Франція (19) - Велика Британія (8) - Греція (2) - Гватемала (1) - Гонконг (1) - Угорщина (15) - Індія (1) - Індонезія (1) - Ізраїль (2) - Італія (13) - Японія (14) - Кенія (1) - Ліхтенштейн (1) - Люксембург (2) |  | - Малайзія (1) - Мексика (3) - Монако (1) - Монголія (3) - Непал (1) - Нідерланди (5) - Нідерландські Антильські острови (1) - Нова Зеландія (4) - Норвегія (6) - Оман (1) - Перу (3) - Польща (6) - Португалія (2) - Пуерто-Рико (2) - Катар (1) - Румунія (3) - Сан-Марино (2) |  | - Саудівська Аравія (1) - Сінгапур (1) - Південна Корея (22) - СРСР (25) - Іспанія (8) - Шрі-Ланка (2) - Швеція (15) - Швейцарія (9) - Тайланд (3) - Туреччина (2) - США (24) - Віргінські Острови (1) - В'єтнам (1) - Західна Німеччина (18) - Югославія (6) - Зімбабве (2) |